# Lama (Sprache)
Lama (auch Lamba und Losso) ist die Sprache der westafrikanischen Volksgruppe der Lama, die hauptsächlich in Togo lebt, jedoch auch in Benin und Ghana verbreitet ist. Die Sprache ist mit dem Tem und dem Kabiyé verwandt.
In Togo lebten 1991 117.400 Sprecher in den Präfekturen Kéran und Doufelgou (Region Kara). Mehr als 50 Prozent der Lama-Sprecher sind über Zentral-Togo in den Präfekturen Sotouboua, Ogou und Haho verteilt. Eine größere Gruppe von Lama-Sprechern soll in Lomé leben.
Die 69.000 Lama-Sprecher (2001) in Benin leben vor allem im Département Atakora, namentlich in einigen Dörfern bei Boukombé. Auch im Département Donga in den Kommunen Djougou und Bassila leben vereinzelt Lama-Sprecher.
In Ghana leben nach Schätzungen einige Hundert, vielleicht einige Tausend Sprecher (1996) etwa 100 Kilometer südlich von Bassar, bis Yendi und sogar bis Tamale und südöstlich davon.
Anerkannte Dialekte sind in Ghana Kadjala (Kadjalla), in Benin und Togo auch Kande (Kanté) und Defale.